# Alfons Hug
Alfons Hug (1950, Hochdorf, Alemania) es un crítico, curador y comisario de exposiciones de arte de origen alemán que actualmente reside en Brasil, desde donde coordina proyectos para diferentes partes del mundo.
Realizó estudios de lingüística, literatura y cultura en Freiburg, Berlín, Dublín y Moscú. Fue curador de la Bienal de São Paulo en 2002 y en 2004, siendo el primer extranjero a cargo de dicho evento.
Desde mediados de los 80 se desempeñó como profesor del Instituto Goethe en Lagos, Medellín, Brasilia, Caracas y Moscú. Actualmente dirige el Instituto Goethe de Río de Janeiro. Fue el curador del pabellón de América Latina en la Bienal de Venecia en 2011 y 2013, así como de la Bienal de Curitiba en 2011, de las dos primeras ediciones de la Bienal de Montevideo, en 2012 y 2014 y de la Bienal del Fin del Mundo en Ushuaia, Argentina. Responsable del envío de Brasil a la Bienal de Venecia en 2003 y en 2005, a la Trienal de Nueva Delhi en 2005 y a la Bienal de Cuenca, Ecuador, en 2004, entre muchos otros.